# Mornaguia (délégation)
Mornaguia est une délégation tunisienne dépendant du gouvernorat de la Manouba.
| Hommes | Classe d’âge | Femmes |
| ------ | ------------ | ------ |
| 695    | 75 ou +      | 827    |
| 2 816  | 60-74 ans    | 2 878  |
| 4 678  | 45-59 ans    | 4 552  |
| 4 788  | 30-44 ans    | 5 042  |
| 4 633  | 15-29 ans    | 4 367  |
| 4 879  | 0-14 ans     | 4 609  |